# Bengally Sylla
Bangaly Sylla ou Bengally Sylla est un footballeur guinéen des années 1970. Il a participé à trois éditions de la Coupe d'Afrique des nations (1974, 1976 (finaliste) et 1980) et a terminé quatrième pour le Ballon d'or africain 1976 par France Football.

## Buts en sélection
| Buts en sélection de Bangaly/Bengally Sylla | Buts en sélection de Bangaly/Bengally Sylla | Buts en sélection de Bangaly/Bengally Sylla | Buts en sélection de Bangaly/Bengally Sylla | Buts en sélection de Bangaly/Bengally Sylla | Buts en sélection de Bangaly/Bengally Sylla | Buts en sélection de Bangaly/Bengally Sylla |
|                                             | Date                                        | Lieu                                        | Adversaire                                  | Score                                       | Résultat                                    | Compétition                                 |
| ------------------------------------------- | ------------------------------------------- | ------------------------------------------- | ------------------------------------------- | ------------------------------------------- | ------------------------------------------- | ------------------------------------------- |
| 1.                                          | 3 mars 1974                                 | Damanhur (Égypte)                           | Zaïre                                       | 1-1 (1 but à 25e)                           | 2-1                                         | CAN 1974                                    |
| 2.                                          | 29 février 1976                             | Addis-Abeba (Éthiopie)                      | Égypte                                      | 1-1 (1 but à 44e (pen.))                    | 1-1                                         | CAN 1976                                    |
| 3.                                          | 5 juin 1977                                 | Conakry (Guinée)                            | Tunisie                                     | 1-0 (1 but à 77e)                           | 1-0                                         | Qualifications de la Coupe du monde 1978    |